# Famille de Nice-Orange
La famille de Nice-Orange ou d'Orange-Nice, dite parfois simplement de Nice ou d'Orange, mais aussi d'Orange-Mévouillon, est une lignée provençale des XIe – XIIe siècles, issue du mariage d'Odile et Laugier, à l'origine notamment des familles vicomtales de Nice et d'Orange.

## Nom
Les premiers membres de la lignée sont souvent associés à l'épithète de Nice, mais lorsque l'on parle de la famille ou de la lignée, les expressions varient.
Le médiéviste Jean-Pierre Poly (1976), l'archiviste-paléographe Alain Venturini (1992, 2007), ou encore la médiéviste Mariacristina Varano (2011) utilisent les noms d'Orange ou d'Orange-Mévouillon. Cette dernière, citant notamment la thèse d'Estienne (1999), relève que Laugier « [appartient] à la puissante famille des Orange-Mévouillon, souche de la lignée vicomtale de Nice et des sires d'Orange. »
L'historienne Eliana Magnani (1999) utilise Nice-Orange pour désigner la famille de Raimbaud/Rambaud auquel elle associe, dans son texte les épithètes de Nice ou d'Orange et de Nice-Orange.
Le médiéviste Florian Mazel (2000, 2002) utilise Nice-Orange,.
D'autres formes sont parfois utilisées, ainsi Venturini (2007) appelle aussi les descendants d'Odile et Laugier les Orange-Gréolières.

## Histoire

### Origines
Au Xe siècle, Guillaume le Libérateur après avoir vaincu les Maures à la bataille de Tourtour, distribue les terres reconquises terra nullius à ses compagnons d'armes et vassaux. La région niçoise revient à Annon, seigneur de Vence (dit de Reillane-Vence). Sa fille, Odile, épouse en premières noces, Miron,. Venturini (1992) précise que ce mariage serait une promotion pour Miron, puisqu'il aurait un rang inférieur à celui de son épouse. Bien que certains auteurs lui donne la qualité de vicomte, il n'est jamais associé à ce titre dans les documents. Les deux époux s'implantent à Sisteron et sa région, obtenant notamment le contrôle de l'évêché,. Ce premier mariage est à l'origine des vicomtes de Sisteron. Appartenant à la clientèle du comte Guillaume Ier, Odile et Miron ont obtenu des terres dans le pays niçois.
Odile se remarie avec Laugier, vers 1002/03,. Ce dernier semble originaire du comtat Venaissin et il possède également des terres en pays niçois (sur les hypothèses concernant sa filiation voir l'article connexe). Cette implantation leur vaut d'être considérés comme une puissance vicomtale, « [exerçant] les attributions de la puissance publique et surtout d'en percevoir les revenus ».
Raimbaud/Rambaud et Rostain/Rostaing, issus du deuxième mariage, héritent de la majeure partie des possessions de leur mère, située sur les deux rives du Var. Le premier obtient les terres autour de Vence et celles situées au sud, tandis que son frère hérite des terres dans le haut-pays, notamment Gréolières, dont le château n'a pas encore été édifié au moment du partage.

### Vicomtes de Nice
Les descendants du vicomte Rostaing et de son fils Laugier Rostaing cèdent à l'évêque leurs droits sur Nice.

### Acquisition d'Orange
La famille domine Orange et les terres voisines au cours duXIIe siècle. L'implantation dans le territoire d'Orange débute avec le miles Raimbaud de Nice, qui le premier, porte l'épithète d'Orange,. Il apparait après la mort de l'évêque d'Orange, Bertrand Raimbaud et sa femme Adélaïde/Azalaïs de Reillanne reprennent les biens de l'Église, ce qui expliquerait la vacance du siège épiscopal d'Orange vers 1064/1070.
L'origine de ces biens dans les environs d'Orange ont intéressé les historiens, bien que la documentation sur ce « patrimoine rhodanien [soit] laconique et peu explicite ». Elles seraient, selon l'hypothèse de Ripert-Monclar (1907), issus des premier et troisième mariages de Raimbaud,. Pour Poly (1976), ils proviendraient de son père Laugier, présentant des liens avec les Mévouillon,. Raimbaud II († v. 1121), petit-fils de Railmaud de Nice, est qualifié de comte d'Orange, tout comme la fille de ce dernier, Tiburge d'Orange († 1150), est qualifié de comtesse d'Orange (Tiburgis de Aurasica civitate).
Tiburge épouse en premières noces Giraud Adhémar de Monteil, puis Guilhem d'Omelas, frère du seigneur Guilhem VI de Montpellier. Elle lègue à ses enfants, Raimbaut et Tiburge/Tibors, également troubadours, chacun une moitié de la ville.
La famille de/des Baux par Guilhem/Guillaume I, fils de Tiburge/Tibors et de Bertrand des Baux, hérite de la principauté d'Orange.

## Filiations
Les dates correspondent aux premières et aux dernières mentions dans la documentation. La numérotation des personnalités peut varier selon les auteurs.

### Premiers degrés
- Pons I (945-954), précariste de l'archevêque d'Arles, à Mornas, ∞ Blismodis
  - Pons II, précariste de Nyons (967-986), ∞ (?) Richilde
    - Pons III, précariste de Nyons (984, 986-1033), auteur de la lignée des Mévouillon, ∞ N.N.
      - Laugier II, ∞ (?) Percipia
        - Laugier III de Medillone (1060)
        - Ripert Methulensis (1087), évêque de Gap (1053-1061)
        - Hugues Metullionis (1087)
        - Raimbaud (1060)

      - Isnard.

    - (?) Laugier dit de Nice, précariste de Nyons (986-1032), auteur de la lignée des Nice-Orange, ∞ Odile.
    - (?) Féraud, évêque de Gap (1034-1040).
    - (?) Pierre dit de Mirabel, évêque de Vaison (1010-1034).
    - (?) Arnoux/Arnoul/Arnulfe (1023).
    - (?) Geraud/Gérard/Giraud (1023).
    - (?) Raoul/Roux/Rodolphe (1023).
    - (?) Raimbaud (1023).

  - Imbert/Umbert [I/II], précariste de Mornas, évêque de Vaison (954-1006).
  - Garnier, (?) évêque d'Avignon (977-992/1002).
  - Izon, procuratores d'Uzès, précariste de Mornas (983).
    - Pons (983).
    - Raimbert (983).

  - Blismodis (983-1005), ∞ Hugues.

### Les Nices-Orange
- Odile, dite de Nice, probable fille d'Annon de Reillane-Vence.
- ∞ (1) Miron d'où les vicomtes de Sisteron et l'alliance avec ceux d'Avignon.
- ∞ (2) Laugier I
  - Gerberge, Gisberge, Girberga († apr. 1063, abs. 999), ∞ Bérenger, vicomte [d'Avignon], sept fils, dont les vicomtes d'Avignon et de Sisteron, et les seigneurs de Posquières et d'Uzès[22],[23]
  - Pierre Ier, évêque de Sisteron (1043-1059).
    - Pierre de Episcopo, fils naturel[3].

  - Raimbaud/Rambaud, dit de Nice ou d'Orange (1030 à 1062).
    - ∞ (1) Acelène[9] (Acelena/Accelena), dite de Fréjus[3] ou encore d'Apt[8],[24] (Apt en Vaucluse) :
      - Pierre II de Nice (ou Pierre III), évêque de Vaison (1053/60-1090/1103)[9].
      - Laugier[9] (Leodegar) d’Apt, surnommé le Roux ou Laugier Rufus,
        - ∞ Amancia, fille d'Audibert de Lacoste, branche cadette des Castellane-Lacoste (Mazel, 2002)[8]. Héritier du castrum de Saignon, certainement donné par son père[8].
          - Raimbaud de Nice-Orange.

      - Rostaing-Rambaud[9].
      - Gisla/Gisle/Gisèle, dame de Saignon (à Apt), ∞ Rostaing Ier d'Agoult[8], fils d'Adalaïs de Reillane (voir ci-après)[7], six fils[11] dont :
        - Laugier d'Agoult, évêque d'Apt, croisé[9].

    - ∞ (2) Belieldis[9], peut-être issue de la famille des vicomtes de Marseille.
      - Amic et Guillaume.

    - ∞ (3) Adélaïde (Azalaïs, Adalaxis), dite de Reillanne[9] (probablement la veuve du comte Guillaume V Bertrand de Provence).
      - Bertrand-Rambaud d'Orange, héritier d'une grande partie des biens en Provence occidentale. ∞ (1°) Gilberge (ou Gerberge), fille de Foulques Bertrand de Provence, sans descendance ; ∞ (2°) Adélaïde, veuve de Guillaume V Guillaume Bertrand († apr. 1065), marquis (comte) de Provence, dont
        - Raimbaud II d'Orange (v.1075-1108), comte d'Orange, seigneur de Nice, ∞ Aircelène (?).
          - un fils, sans postérité.
          - Tiburge d'Orange, comtesse d'Orange, ∞ (1°) Giraud Adhémar de Monteil ; ∞ (2°) Guilhem d'Omelas (Aumelas).
            - (1) Pierre, Gérard, Étienne.
            - (2) Raimbaut d'Orange, troubadour.
            - (2) Tiburgette, ∞ Adhémar de Murviel
            - (2) Tiburge II d'Orange, troubadour, dame d'Orange, ∞ Bertrand des Baux.
            - (2) Guillaume, seigneur d'Orange

        - Laugier, évêque d'Avignon.
        - Pierre.
        - Jausserand.

  - Rostain/Rostaing/Rostan (Rostagnus) dit de Sisteron, le jeune / de Gréolières, seigneur de Gréolières, probable vicomte de Nice (selon Varano)
    - Laugier-Rostaing de Nice, vicomte de Nice.
      - Jausserand-Laugier ou Gausserand-Laugier, seigneur de Gréolières.

  - Jauccara/Hincvara, ∞ N.N.

#### Ouvrages anciens
- Eugène Caïs de Pierlas, Le XIe siècle dans les Alpes-Maritimes, études généalogiques, Turin, Imprimerie Royale, 1889, 110 p. (lire en ligne).
- Georges de Manteyer, La Provence du premier au douzième siècle : études d'histoire et de géographie politique. Tome 1, Picard, 1908, 988 p. (lire en ligne), pp. 365-366, p. 375.
- René Poupardin, Le royaume de Bourgogne (888-1038) : étude sur les origines du royaume d'Arles, Paris, H. Champion, 1907, 509 p. (lire en ligne), pp. 295-296, p. 494.

#### Articles et ouvrages récents
- Guillaume Clamens, « La Famille des seigneurs de Nice : Origines et Généalogie (999-1154) », Archéam, no 16,‎ 2009, pp. 26-61 (lire en ligne).
- Marie-Pierre Estienne, Châteaux, villages, terroirs en Baronnies Xe – XVe siècle, Aix-en-Provence, Presses universitaires de Provence, 2004, 287 p. (ISBN 978-2-82182-761-5, lire en ligne). ([PDF] lire en ligne).
- Eliana Magnani, Monastères et aristocratie en Provence - milieu Xe - début XIIe siècle, vol. 10, Lit Verlag, coll. « Vita Regularis. Ordnungen und Deutungen religiosen Leben im Mittelalter », 1999, 610 p. (ISBN 3-8258-3663-0, lire en ligne).
- Jean-Pierre Poly, La Provence et la société féodale : 879-1166, contribution à l'étude des structures dites féodales dans le Midi, Paris, Bordas, 1976, 431 p. (lire en ligne), p. 93.
- Mariacristina Varano (thèse soutenue à l'université d'Aix-Marseille I), Espace religieux et espace politique en pays provençal au Moyen Âge (IXe-XIIIe siècles). L'exemple de Forcalquier et de sa région, 2011, 1007 + 132 (lire en ligne [PDF]).
- Alain Venturini, « Chapitre V - Le temps des Reillane-Vence », dans Georges Castellan (sous la dir.), Histoire de Vence et du Pays Vençois, Aix-en-Provence, 1992 (lire en ligne).
- Alain Venturini, « Naissance et affirmation du Consulat de Nice », Recherches Régionales. Alpes-Maritimes et contrées limitrophes, no 185,‎ 2007, p. 5-19 (lire en ligne [PDF]).